# Mein Kampf - My Crimes
Pour plus de détails, voir Fiche technique et Distribution.
Mein Kampf - My Crimes est un documentaire britannique réalisé par Norman Lee, sorti en 1940.

## Synopsis
Documentaire sur la prise du pouvoir par Adolf Hitler.

## Fiche technique
- Titre : Mein Kampf - My Crimes
- Réalisation : Norman Lee
- Scénario : Alec Dyer, Jacques Haïk
- Photographie : Walter J. Harvey
- Production : Walter C. Mycroft (en)
- Société de production : Associated British Picture Corporation
- Société de distribution : Pathé Pictures International
- Pays d'origine :  Royaume-Uni
- Langue originale : anglais
- Format : Noir et blanc  — 35 mm — 1,37:1 — son mono
- Genre : Documentaire
- Durée : 55 minutes
- Dates de sortie : 
  - France : 9 mars 1940
  - Royaume-Uni : 6 juillet 1940
  - États-Unis : 13 septembre 1940

## Distribution
- Adolf Hitler (images d'archives)
- Heinz Guderian (images d'archives)
- Herbert Lom : Hitler jeune
- Peter Ustinov : Marinus van der Lubbe
- Robert Beatty
- Derek Blomfield
- Olaf Olsen
- Henry Oscar